# Lieve Truyman
Lieve Truyman (Beveren, 27 juli 1981) is een Belgisch Vlaams-nationalistisch politica voor de N-VA.

## Biografie
In 2004 voltooide Truyman een regentaat geschiedenis, aardrijkskunde en economie aan de Katholieke Hogeschool Sint-Lieven te Sint-Niklaas. Van 2004 tot 2006 werkte ze vervolgens als lerares aardrijkskunde, geschiedenis economie en boekhouden in een secundaire school in Sint-Niklaas. In 2006 maakte ze de overstap naar de banksector als bediende bij KBC, hetgeen ze bleef tot eind 2024. Via interne opleidingen en examens wist ze zich in 2011 verder te specialiseren tot expert in woningkredieten en verzekeringen. Eind 2024 keerde Lieve Truyman voor korte tijd terug naar het onderwijs als leerkracht geschiedenis en economie in een middelbare school in Kruibeke, tot ze in februari 2025 parlementslid werd.
Ze ging zich politiek engageren voor de N-VA en werd in 2014 lid van de nationale partijraad van de partij en bestuurslid van N-VA-afdeling van het Waasland, waarvan ze vanaf 2020 ondervoorzitter was. Van 2021 tot 2022 was Truyman tevens voorzitter van het comité van toezicht van N-VA. In september 2022 werd ze naast Steven Vandeput verkozen tot een van de twee nationale ondervoorzitters van de partij, een functie waarin ze Valerie Van Peel opvolgde. In deze functie ging Truyman vooral waken over de werking van de lokale afdelingen van de N-VA. Ze bleef ondervoorzitter van de partij tot in mei 2025.
In oktober 2012 werd zij voor het eerst verkozen tot gemeenteraadslid van Temse. Ze was er van januari 2013 tot december 2018 schepen van Mobiliteit, Cultuur, Integratie en Leegstand en nadien van januari 2019 tot december 2024 eerste schepen, bevoegd voor Mobiliteit, Openbare Werken, Cultuur en Erfgoed. Na de gemeenteraadsverkiezingen van oktober 2024 belandde Truyman met haar partij in de oppositie. Tevens zetelde ze van 2020 tot 2025 in de raad van bestuur van De Watergroep.
Bij de federale verkiezingen van juni 2024 stond Truyman als eerste opvolger op de N-VA-lijst in de kieskring Oost-Vlaanderen. Sinds februari 2025 zetelt zij effectief in de Kamer van volksvertegenwoordigers ter vervanging van federaal minister Anneleen Van Bossuyt.